# Zawór hydrauliczny
Zawory hydrauliczne występujące w układach hydraulicznych mają różne zadanie w zależności od ich rodzaju i zastosowania.
Rozróżnia się trzy podstawowe ich grupy, każdy z nich w napędzie hydrostatycznym jest odpowiedzialny za inne funkcję

## Główne rodzaje zaworów hydraulicznych
- zawory sterujące kierunkiem przepływu
- sterujące ciśnieniem
- sterujące natężeniem przepływu[1]

Każda z tych grup dzieli się na podgrupy i rodzaje. 

### zawory sterujące kierunkiem przepływu
Są najczęściej spotykanymi zaworami w układach hydraulicznych i rozróżniamy spośród nich:
- rozdzielacze hydrauliczne
- zawory odcinające
- zawory zwrotne

### zawór sterujący ciśnieniem
Jest odpowiedzialny za sterowanie ciśnieniem w układzie hydraulicznym. Z racji na zróżnicowane funkcje można je podzielić na:
- zawory maksymalne (w tym zawory bezpieczeństwa oraz zawory przelewowe)
- zawory redukcyjne
- zawory przełączające
- zawory regulujące ciśnienie

### zawór sterujący natężeniem przepływu
Jest on odpowiedzialny za wartości strumienia oleju hydraulicznego (lub innej cieczy roboczej) dostarczanego do odbiornika (np. siłownika hydraulicznego) Wśród takowych można rozróżnić następujące zawory:
- zawory dławiące
- regulatory przepływu
- dzielniki strumienia